# Волоська вівця
Волоська вівця або Семиградська вівця — порода овець.
Поширена по всій південній Європі, особливо в Румунії та Угорщині. Особливо характерні у цієї породи роги, котрі бувають, втім, дуже різними: типові згинаються спіралеподібно і сильно розведені в боки; у інших роги ростуть вгору перпендикулярно і утворюють широкі вигини вперед і вниз.
Волоська вівця — досить великого зросту (висота в холці 0,7-0,8 метра), має вислі вуха, покриті, як голова й ноги, коротким волоссям, руно ж на всьому тулубі складається з сильно звивистої, довгої вовни (2½-4 вершка) із значною кількістю ості. Переважаючий колір білий, але трапляються вівці чорні, сірі і рідше руді. Хвіст широкий, жирний, клинчастий, звужується донизу, покритий довгою шерстю, спускається до серединного виступу задніх ніг. Вовна, легко звалюється, утворюючи на внутрішній стороні руна повсть; має гарний збут на камвольні фабрики. Пух (підсід, волосся без стрижня, до 36 %) теж блискучий, дуже ніжний і іде на приготування тонкої повсті.